# Aus den Memoiren einer Filmschauspielerin
Aus den Memoiren einer Filmschauspielerin è un film muto del 1921 diretto da Friedrich Zelnik.

## Produzione
Il film fu prodotto dalla Zelnik-Mara-Film.

## Distribuzione
Distribuito dalla Deulig-Verleih, uscì in prima al Marmorhaus di Berlino il 22 settembre 1921 con il visto di censura B.02095 del 28 aprile che ne proibiva la visione ai minori.